# Cratere Rayya
Rayya è un cratere sulla superficie di Encelado.